# Església parroquial de Sant Bartomeu del Grau
|  | Per a altres significats, vegeu «Església vella de Sant Bartomeu del Grau». |

L'església de Sant Bartomeu del Grau és un monument al municipi de Sant Bartomeu del Grau a la comarca d'Osona protegit com a bé cultural d'interès local. Destaca la façana d'entrada amb una gran portalada d'arc rebaixat amb dues columnes, barreja d'estil barroc i neoclàssic, a banda i banda. Damunt hi ha la data de la construcció (1780) i a sobre una capella de notables dimensions amb una estàtua esculturada. El conjunt d'entrada és de figures abarrocades i disposició neoclàssica. Al cantó esquerre, formant l'angle, hi ha el campanar acabat amb terrassa d'estil neoclàssic. A la banda dreta hi té adossada la rectoria, datada del mateix any.
La primitiva parròquia de Sant Bartomeu del Grau era prop del cingle, prop de la urbanització Biugrau. S'esmentava ja al 961 i formava part del terme de Gurb. El 990 discutiren la seva possessió els senyors de Gurb i els bisbes de Vic. Reedificada al segle xi, subsistí fins al 1780. El creixement de la població es va decidir construir una nova església més espaiosa. El germans Joan i Josep Font la van alçar entre 1780 i 1787. En alguns dels murs del cementiri que hi ha al costat hi ha restes de blocs de pedra i materials d'obra romànica.
El 1986 es va clausurar el cementiri a l'entorn de l'església i s'hi va fer un petit jardí públic.